# Rachid Show
Rachid Show est une émission de télévision diffusée sur la chaîne marocaine 2M tous les vendredis soir depuis 2013, et présentée par Rachid Allali. 
L'émission accueille des personnalités des domaines de l'art, du sport, de la politique et autres ; Rachid Allali leur pose des questions sur des sujets relatifs à leur vie professionnelle et à leur vie privée, dans un style mélangeant sincérité et comédie.

## Parties de l'émission
L'émission comporte plusieurs parties :
- Micro Folie : une enquête des citoyens autour d'un thème particulier ; souvent, les questions posées sont étranges et inattendues.
- Made in Morocco : une étude de phénomènes reflétant la réalité marocaine, toujours dans le cadre de la comédie.
- Laisse un commentaire : l'invité doit laisser un commentaire sur un ensemble d'images qui lui sont présentées.
- Franchise : partie considérée par la plupart des invités comme la plus difficile du programme : il leur est posé une série de questions embarrassantes, voire harcelantes, dans le but de percer leurs mystères et réalités. C'est ce qui distingue le Rachid Show et lui donne une grande popularisation au Maroc.
- Défi : un défi est proposé à l'invité par le présentateur du programme, souvent dans un délai de deux minutes[2].